# Allô, brigade spéciale
Pour plus de détails, voir Fiche technique et Distribution.
Allô, brigade spéciale (titre original : Experiment in Terror) est un thriller,  réalisé en 1961 par Blake Edwards et sorti en 1962. Il est inspiré d'un roman de Mildred et Gordon Gordon publié l'année précédente, Operation Terror. Il a été filmé à San Francisco, où se déroule l'action.

## Synopsis
À San Francisco, un tueur psychotique, Garland "Red" Lynch, s'emploie à terroriser Kelly Sherwood, caissière dans une banque afin de l'obliger à subtiliser 100 000 $ dans sa caisse. Malgré ses menaces de la tuer, elle, et sa sœur cadette, elle prévient la police (le bureau du FBI à San Francisco), où l'agent John Ripley prend l'affaire en charge.

## Fiche technique
- Titre : Allô, brigade spéciale
- Titre original : Experiment in Terror
- Réalisation : Blake Edwards
- Scénario : Mildred et Gordon Gordon, d'après leur roman Operation Terror publié en 1961
- Musique : Henry Mancini
- Photographie : Philip H. Lathrop
- Montage : Patrick McCormack
- Création des décors : Robert Peterson
- Maquillage : Ben Lane
- Producteur : Blake Edwards
- Producteur associé : Don Peters
- Compagnie de production : Geoffrey-Kate Productions
- Compagnie de distribution : Columbia Pictures
- Genre : Thriller , Film noir
- Langue : Anglais Mono (RCA Sound Recording)
- Image : Noir et blanc
- Ratio écran : 1.85:1
- Format négatif : 35 mm
- Durée : 123 minutes
- Date de sortie :
  - États-Unis : 13 avril 1962
- Affiche : Georges Kerfyser (France)

## Distribution

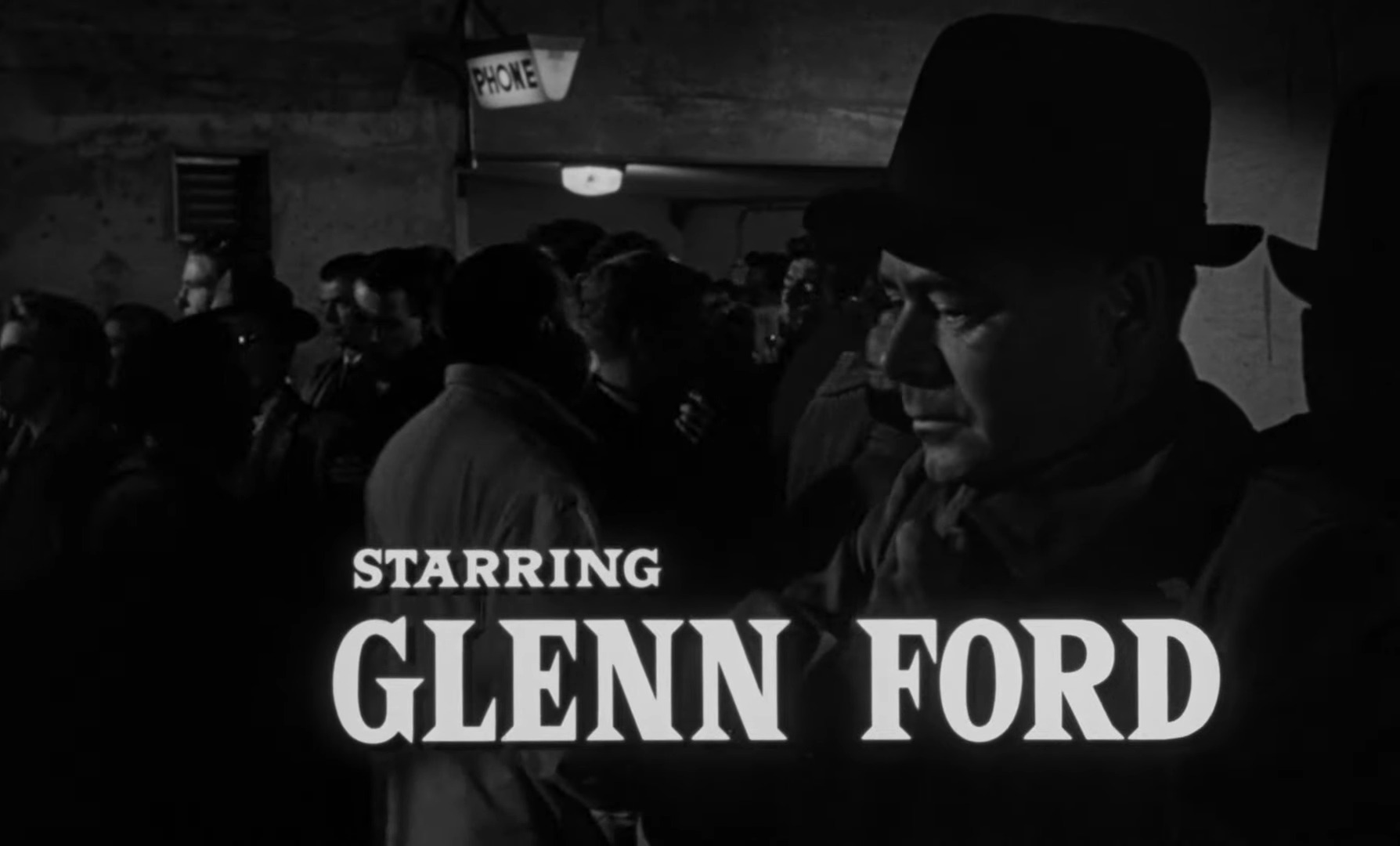
Glenn Ford (John Ripley)

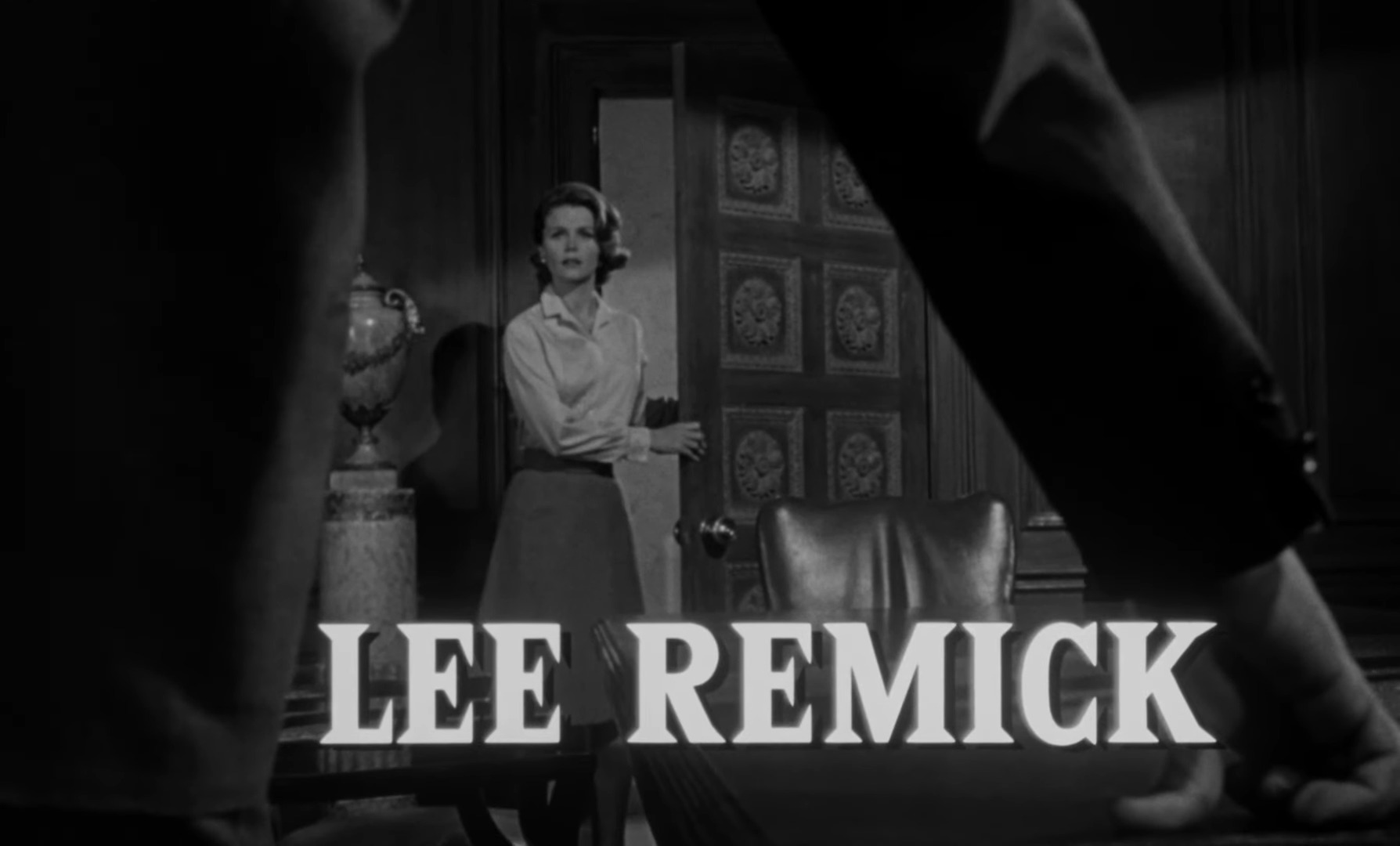
Lee Remick (Kelly Sherwood)

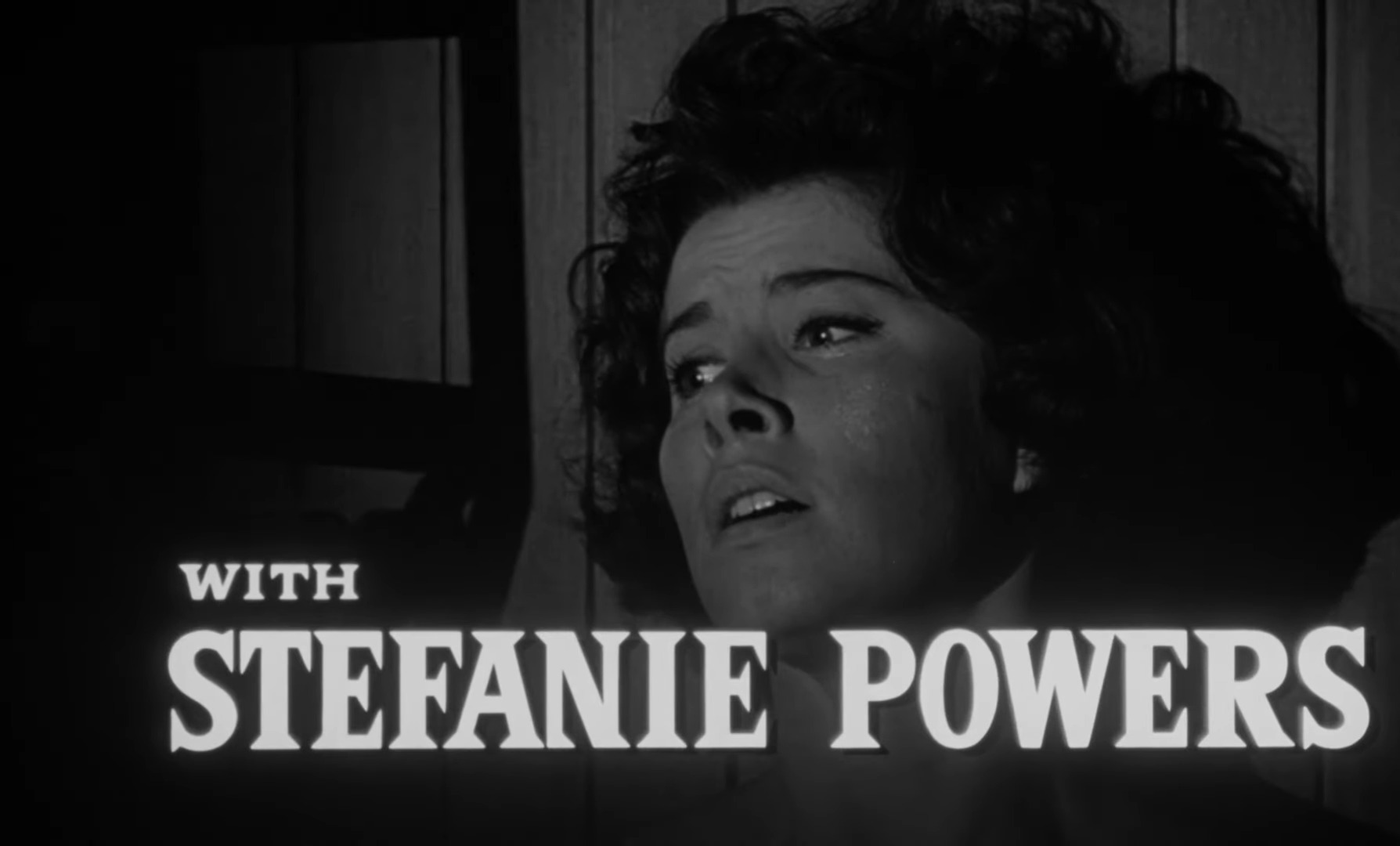
Stefanie Powers (Toby Sherwood)

- Glenn Ford (VF : Roland Ménard) : l'inspecteur du FBI John « Rip » Ripley, qui organise la protection de deux sœurs menacées par un tueur sadique
- Lee Remick : Kelly Sherwood, une jeune et jolie caissière de banque à San Francisco, menacée de mort, en même temps que sa sœur, par un tueur sadique
- Stefanie Powers : Toby Sherwood, sa jeune sœur de 16 ans, elle aussi menacée par le tueur
- Ross Martin (VF : René Arrieu) : Garland « Red » Lynch, un déséquilibré asthmatique qui menace les deux sœurs
- Roy Poole (VF : Georges Hubert) : Brad
- Ned Glass (VF : Maurice Porterat) : Darger dit « Popcorn » (« Cacahuète », dans la VF), un journaliste minable, indicateur du FBI
- Anita Loo : Lisa Soong, une jeune Chinoise mère d'un enfant malade, pour laquelle Red a fait preuve de bonté
- Patricia Huston (VF : Danièle Roy) : Nancy Ashton, une fabricante de mannequins, maîtresse et victime de Red
- William Bryant (en) (VF : Jean Lagache) : Chuck
- Dick Crockett (en) (VF : Georges Atlas) : l'agent à bord de la voiture 10
- Gilbert Green (VF : Yves Brainville) : l'agent spécial
- William Sharon (VF : Richard Francœur) : Raymond Buckhardt, le banquier
- James Lanphier (VF : René Bériard) : M. Cutter, le propriétaire de la maison
- Clifton James (VF : Émile Duard) : le capitaine Frank Moreno
- Helen Jay (VF : Paule Emanuele) : la serveuse du club The Hangout
- Al Avalon (VF : Claude d'Yd) : l'homme du club draguant Kelly
- Beal Wong (VF : Jean Berton) : le pasteur

Acteurs non crédités
- James T. Callahan : Agent du FBI
- Harvey Evans : Dave
- Harold Goodwin : Conducteur de camion

## Bande originale et reprise du thème
La musique d'ouverture du film composée par Henry Mancini en 1962 a inspiré Michel Legrand pour la bande originale du film britannique de Joseph Losey Le Messager, palme d'or à Cannes en 1971. Cette dernière version a été reprise sous le titre High Over Glenelg par le groupe Narcoleptics pour servir de musique du générique de fin pour l'émission de télévision Faites entrer l'accusé.

## Anecdote
- Gordon Gordon avant d'être écrivain de littérature policière et scénariste fut agent du F.B.I[4].